# کارلیس آشمانیس
کارلیس آشمانیس (لتونیایی: Kārlis Ašmanis; ۱۴ سپتامبر ۱۸۹۸ – ۲۹ نوامبر ۱۹۶۲) بازیکن فوتبال اهل لتونی بود.
وی همچنین در تیم ملی فوتبال لتونی بازی کرده‌است.